# 阿部悌
阿部 悌（あべ やすし、1972年4月17日 - ）は、NHKのアナウンサーでプロデューサー。

## 人物
愛知県立時習館高等学校を経て東北大学を卒業後、1996年入局。好きな食べ物は鍋料理全般。入局してから一度も九州沖縄・近畿関西・西日本地方での勤務がなく、東日本や北日本を中心のアナウンサー生活となっている。

## 現在の担当番組・業務
- チーフプロデューサー業務

## 過去の担当番組・業務
- ニュースパーク600（秋田放送局1度目・キャスター）
- 首都圏ネットワーク（リポーター）2009年9月24日・25日は池田達郎の代理でスタジオ出演
- NHKニュースおはよう日本（リポーター）
- ここはふるさと旅するラジオ（司会）（2009年4月 - 2010年7月）
- 首都圏ニュース845（池田達郎の代理キャスター）（2009年9月24日・25日）
- おはよう宮城（キャスター・仙台放送局1度目）
- 放送部副部長（アナウンス統括）
- 秋田放送局制作番組の編集責任者
- ニュースこまち（編集責任者）
- おはよう秋田（不定期）
- NHK BSニュース（0時 - 4時担当、不定期）
- 宮城県・東北地方のニュース（仙台放送局・2度目）
- アナウンサー・キャスターの調整業務・デスク業務（仙台放送局・2度目）